# 流水麺
流水麺（りゅうすいめん）は、シマダヤから発売されているチルド麺のシリーズ製品。

## 概要
1988年にシマダヤが茹でることなく水を通すだけで手軽に食べられる生麺として発売を開始。以降、ロングセラーとなる。日経POSデータによる2012年5月28日から6月24日までの冷やし麺の全国スーパー販売実績ランキングでは「流水麺 そば 2人前」が一位となった。

## 種類
- 蕎麦　2014年現在の原材料表示では「そば粉」が筆頭にあり、「そば粉」の含有量が小麦粉などの他の原材料より多い比率となっている。
- うどん
- 素麺
- 中華麺
- 冷製パスタ 現在、生産休止。